# Silviu Oancea
Silviu-Florin Oancea (n. 21 ianuarie 1989) este un politician român, ales în 2024 deputat din partea partidului Alianța pentru Unirea Românilor (AUR). 

## Carieră politică
Silviu Oancea a fost anterior lider al filialei AUR Ialomița, dar a demisionat din această funcție în 2023, după un scandal legat de organizarea unei tabere de vară cu acuzații grave, deși nu a fost implicat direct în dosarul respectiv.
Oancea și soția lui, fostă candidată a AUR pentru Primăria Tunari, dețin cinci case în Tunari, județul Ilfov, zona considerată fief al AUR, precum și mai multe mașini. Împreună au acordat împrumuturi importante deputaților partidului. Proprietățile imobiliare au fost achiziționate în ultimii ani, după 2022.

### Deputat (2024–prezent)
În urma alegerilor parlamentare din 2024 pe 1 decembrie, Oancea a fost ales membru al Camerei Deputaților în circumscripția nr. 23 Ialomița, preluând mandatul pe 21 decembrie. Ca deputat este mebru al Comisiei tehnologia informației și comunicațiilor. Este membru al grupurilor parlamentare de prietenie pentru Mexic, Costa Rica, Cuba, Australia și Coreea de Sud.
O analiză din iunie 2025, realizată de Europa Liberă, relevă că el s‑a aflat printre cei 17 parlamentari care dețin proprietăți în București sau județul Ilfov și care, în același timp, încasau chirii de la stat.